# اد، ادد و ادی
اد، ادد و ادی (به انگلیسی: Ed, Edd n Eddy) یک مجموعهٔ تلویزیونی می‌باشد که توسط دنی آنتونوچی برای کارتون نت‌ورک ساخته شده‌است. این مجموعه حول محور سه دوست با نام‌های اد، ادد (وی به‌منظور جلوگیری از اشتباه گرفته شدن با اد «دوتا د» دارد) و ادی می‌چرخد، آن‌ها مجموعاً با نام «ادها» شناخته می‌‎شوند و به ترتیب توسط مت هیل، سم وینسنت و تونی سمپسون صداگذاری شده‌اند.